# マッキーア・ヴァルフォルトーレ
マッキーア・ヴァルフォルトーレ（イタリア語: Macchia Valfortore）は、イタリア共和国モリーゼ州カンポバッソ県にある、人口約600人の基礎自治体（コムーネ）。

## 地理

### 位置・広がり

#### 隣接コムーネ
隣接するコムーネは以下の通り。括弧内のFGはフォッジャ県（プッリャ州）所属を示す。
- カルランティーノ (FG)
- チェレンツァ・ヴァルフォルトーレ (FG)
- ガンバテーザ
- モナチリオーニ
- ピエトラカテッラ
- サンテリーア・ア・ピアニージ